# Pteronotus parnellii
Pteronotus parnellii — вид рукокрилих родини Mormoopidae.

## Морфологічні особливості
Забарвлення спини від темно до світло-коричневого. Каріотип: 2n=38 FN=60.

## Поведінка
Сідала лаштує у печерах і шахтах, полюбляє великі печери, але менші сідала, такі як порожнисті дерева, можливі. Може спочивати спільно з іншими видами. Активність починається на заході сонця, хоча максимальна активність відбуватися через дві години. Особини залишаються активними впродовж 5—7 годин, потім повертаються на денне сідало. Деякі особини можуть бути активними знову незадовго до світанку. Лісові стежки часто використовуються як шляхи або місця полювання; потоки і струмки використовуються рідко. Споживає в основному молі і жуків, інші види комах і насіння.

## Поширення
Країни поширення: Беліз, Болівія, Бразилія, Колумбія, Коста-Рика, Куба, Домініканська Республіка, Сальвадор, Французька Гвіана, Гватемала, Гаяна, Гаїті, Гондурас, Ямайка, Мексика (Сонора, Тамауліпас), Нікарагуа, Панама, Перу, Пуерто-Рико, Сент-Вінсент і Гренадини, Суринам, Тринідад і Тобаго, Венесуела. Знайдений до 2200 м. над р.м. Живе у вологих районах, але терпить сухі листяні ліси.

## Загрози та охорона
Серйозних загроз нема. Вид мешкає в природоохоронних районах по всьому ареалу.